# AVG Technologies
AVG Technologies (anteriormente Grisoft) es una empresa privada de la República Checa especializada en software de seguridad y privacidad informática. Formada en 1991 por Jan Gritzbach y Tomas Hofer, cuenta con oficinas corporativas en Europa y los Estados Unidos, y partners o distribuidores por todo el mundo.
Es conocida mundialmente por el AntiVirus AVG y por otras herramientas como AVG Secure Browser, AVG Secure VPN, AVG TuneUp, entre otros. 
AVG Technologies fue comprada por Avast Software el 30 de septiembre de 2016.

## Productos de AVG

### Home security
- AVG AntiVirus Free: AntiVirus, AntiSpyware, AntiRansomware y otros tipos de malware, protección de correo electrónico, protección web y analizador de problemas de rendimiento.
- AVG Internet Security: Ofrece todas las características de seguridad de AVG AntiVirus Free, pero agrega: actualizaciones de seguridad en tiempo real, protección de webcam, cortafuegos mejorado y protección contra phishing en sitios web.
- AVG Secure Browser: Navegador web con bloqueo de publicidad, protección web y protección de privacidad con VPN incluida.
- AVG TuneUp.
- AVG Secure VPN.

### Seguridad de negocios
- AVG Antivirus Business Edition (AVG Antivirus para red y Firewall con AVGADMIN)
- AVG Internet Security Business Edition: (AVG Antivirus para red, Anti-Spyware, Firewall y AntiSpam con AVGADMIN, Identity Protection)
- AVG File Server Edition
- AVG E-mail Server Edition
- AVG Server Edition para Linux/FreeBSD

### AVG Mobile technologies
- AVG AntiVirus (con versión para tabletas)
- AVG Cleaner
- AVG Secure Browser
- AVG Secure VPN
- AntiVirus Security
- AntiVirus PRO para tabletas

### Otros
- AVG Antivirus Free Edition (Free antivirus, antispyware y LinkScanner. Menos funciones que las versiones de pago.)
- AVG Antivirus Free Edition for Linux/FreeBSD
- AVG Online Security, AVG Safe Price y otras extensiones de navegador.

## Historia
En 2001, Jan Gritzbach decidió vender Grisoft a Benson Oak Capital Acquisitions. Cuatro años más tarde, Benson Oak vendió una participación del 65% en la compañía a Intel Capital y Enterprise Investors por $ 52 millones de dólares.
El 19 de abril de 2006, Grisoft adquirió la empresa alemana ewido Networks, un fabricante de software anti-spyware, e incorporaron características de ewido en la nueva versión del software AVG.
El 6 de noviembre de 2006, Microsoft anunció que los productos AVG de seguridad estarían disponibles directamente desde el Centro de seguridad de Windows en Windows Vista. Desde 7 de junio de 2006, el software AVG también ha sido utilizado como un componente opcional de GFI MailSecurity, producido por GFI Software.
El 5 de diciembre de 2007, Grisoft anunció la adquisición de Exploit Prevention Labs, desarrollador de la tecnología LinkScanner Safe surf.
En febrero de 2008, pasó a llamarse oficialmente Grisoft AVG Technologies. Este cambio fue hecho para aumentar la eficacia de sus actividades de comercialización.
En enero de 2009, AVG anunció que sus planes para adquirir Sana Security estaban finalizados. Los planes para integrar las tecnologías de Sana en su producto de consumo libre, AVG (software), todavía se están examinando, de acuerdo con JR Smith, presidente ejecutivo de AVG. Las tecnologías desarrolladas por Sana Security están actualmente con licencia para Symantec.
El 5 de octubre de 2009, TA Associates anunció que compró una participación minoritaria en AVG Technologies por más de $ 200 millones de dólares.
El 9 de junio de 2010, AVG anunció la adquisición de North Carolina-based Walling Data el líder de América del Norte en la distribución de software de seguridad. Desde 2001, Walling Data de AVG ha distribuido a través de ofertas de los Estados Unidos que se especializa en atender a los revendedores, educación, gobierno y organizaciones sin fines de lucro. Walling Data fue fundada en 1994 por Lucas Walling y ha sido ampliamente reconocido por ofrecer servicios técnicos con base en el apoyo sin costo adicional para su base de más de 100.000 distribuidores y clientes finales.

### Asociaciones
El 1 de julio de 2010, AVG se asoció con Opera Software para garantizar la seguridad de software malicioso en su navegador web Opera (navegador), la protección se ha añadido a la ya existente tecnología de protección contra fraudes (Netcraft y PhishTank de Haute Secure).
El 20 de agosto de 2010, AVG se asoció con MokaFive para garantizar soluciones de virtualización de escritorio. La asociación añade una capa de seguridad crítica en el mercado de escritorios virtuales, a medida que más empresas recurren a la virtualización de escritorio como una solución segura para traer su propio ordenador (BYOC) y el trabajo de las iniciativas de vivienda para los empleados.

### Venta y fusión
En septiembre de 2016 fue comprada por Avast Software, una empresa históricamente rival, por alrededor de 1300 millones de dólares.